# Gembor Udik
Gembor Udik is een bestuurslaag in het regentschap Serang van de provincie Banten, Indonesië. Gembor Udik telt 4515 inwoners (volkstelling 2010).